# Red, White & Royal Blue
Red, White & Royal Blue är en amerikansk romantik- och komedifilm från 2023 som hade premiär den 11 augusti 2023. Filmen är regisserad av Matthew Lopez efter ett manus av Matthew Lopez och Ted Malawer. Filmen är baserad på Casey McQuistons roman med samma namn från 2019.

## Handling
Filmen kretsar kring den amerikanska presidentens son, Alex Claremont-Diaz, som blir förälskad i den brittiske prinsen Henry.

## Rollista (i urval)
- Taylor Zakhar Perez - Alex Claremont-Diaz
- Nicholas Galitzine - Prins Henry
- Uma Thurman - Ellen Claremont
- Clifton Collins Jr.
- Stephen Fry
- Sarah Shahi
- Rachel Hilson
- Ellie Bamber
- Aneesh Sheth
- Polo Morín
- Sharon D Clarke
- Ahmed Elhaj
- Akshay Khanna
- Malcolm Atobrah